# Antonio Rey Soto
Antonio Rey Soto (Arrabaldo, 18 de febrero de 1879-Madrid, 20 de febrero de 1966) fue un sacerdote, escritor y bibliófilo español.

## Trayectoria

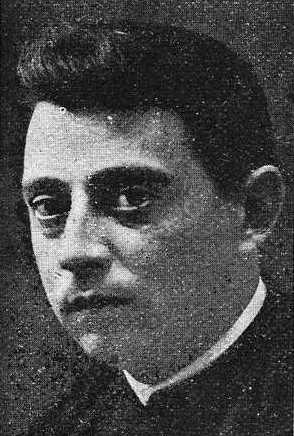
Antonio Rey Soto en 1919

Estudió Derecho y Filosofía y Letras en la Universidad de Santiago de Compostela y la Universidad Central. Después estudió Teología y se ordenó sacerdote. Fue capellán de Isidoro Temes Sáenz y Ángela Santamarina Alduncín, condesa del Valle de Ouselle. Publicó sus primeros poemas en La Nueva Época y fue redactor de La Galerna (1900).
Amigo personal de Alfonso Daniel Rodríguez Castelao, lo casó con Virxinia Pereira en la iglesia de San Payo, el 19 de octubre de 1912. Castelao hizo una caricatura de él. Ingresó en la Real Academia Gallega el 30 de agosto de 1920.
En agosto de 1922 fundó en Vigo, junto a Antonio Méndez Laserna y Carlos Reguenga, la productora cinematográfica Celta Film. El principal objetivo de la sociedad era hacer películas sobre Galicia y Asturias para complementar las conferencias literarias del propio Rey Soto, que se convertiría en el director artístico de la empresa.
A finales de 1923 Rey Soto embarcó hacia América para mostrar el film Un viaje a través de Galicia y Asturias a los emigrantes que allí vivían. La experiencia no resultó y Rey Soto quedó muy decepcionado por la escasa acogida de la película. Permaneció en América hasta 1931.
A lo largo de su vida, Rey Soto fue formando una muy valiosa biblioteca que pocos años antes de su muerte cedió al monasterio de San Juan de Poyo, donde hoy se conserva. Entre las obras más importantes destacan las Constituciones sinodais de la Diócesis de Orense editadas por Vasco Díaz Tanco en 1544 y un ejemplar del Livro del Infante D. Pedro de Portugal, editado en 1644. Además, legó al monasterio su colección de prensa en la que se incluyen periódicos orensanos como El Eco de Orense y El Diario de Orense.
Su obra está escrita mayoritariamente en castellano, siendo el drama Amor que vence al amor lo que le dio más reconocimiento. El primer poema que escribió en gallego fue “El monasterio de San Esteban de Ribas de Sil” en 1903. También en gallego está Falenas y el poema "O Pazo" (1909). En 1949 tradujo la Sátira IV del Libro II del Sermonum de Horacio cómo Escuela de larpeiros.

## Obras
Estas son sus obras conocidas:
- Falenas, 1905.
- Nido de áspides, 1911.
- Remansos de paz, campos de guerra, 1915
- Amor que vence al amor, 1917 (poema dramático).
- La Loba, 1918 (novela).
- Cuento del lar, 1918 (drama).
- Colón español, hijo de Pontevedra, 1920.
- El dolor del Almirante, 1929.
- Estampas Guatemaltecas, 1929.
- La copa de cuasia, 1930.
- El Crisol del Alquimista, 1931.
- El diálogo de los paladines, 1931 (poema).
- Galicia: venera y venero de España, 1949.